# Тэртерийские таблички

Тэртери́йские табли́чки (рум. Tăblițele de la Tărtăria) — три глиняные таблички с пиктографическими знаками, найденные в 1961 году в Румынии, примерно в 30 км от города Алба-Юлия, близ села Тэртэрия в жудеце Алба.

## Общие сведения
Три глиняные таблички, содержащие пиктографические знаки, обнаружены среди прочих артефактов в 1961 году румынскими археологами. Это произошло в ходе проведения раскопок близ села Тэртерия (рум. Tărtăria) в жудеце Алба, примерно в 30 км от города Алба-Юлия. Две из них имеют прямоугольную форму, причём одна с отверстием. Третья табличка представляет собой диск диаметром порядка 6 см и также содержит небольшое отверстие. Пиктограммы расположены лишь с одной стороны.

## Датировка табличек
Первоначально полагая, что обнаруженная пиктографическая письменность относится к шумерскому типу, таблички датировали концом IV тысячелетия до н. э. Датировка их радиоуглеродным методом невозможна, так как хранители обожгли пропитанные влагой хрупкие таблички в целях консервации. Первооткрыватель табличек не оставил точной стратиграфии, то есть описания слоя, в котором они были найдены. По косвенным признакам румынские археологи относят их ко времени около 5500 года до н. э., что оспаривается другими исследователями.

## Мнения научного сообщества

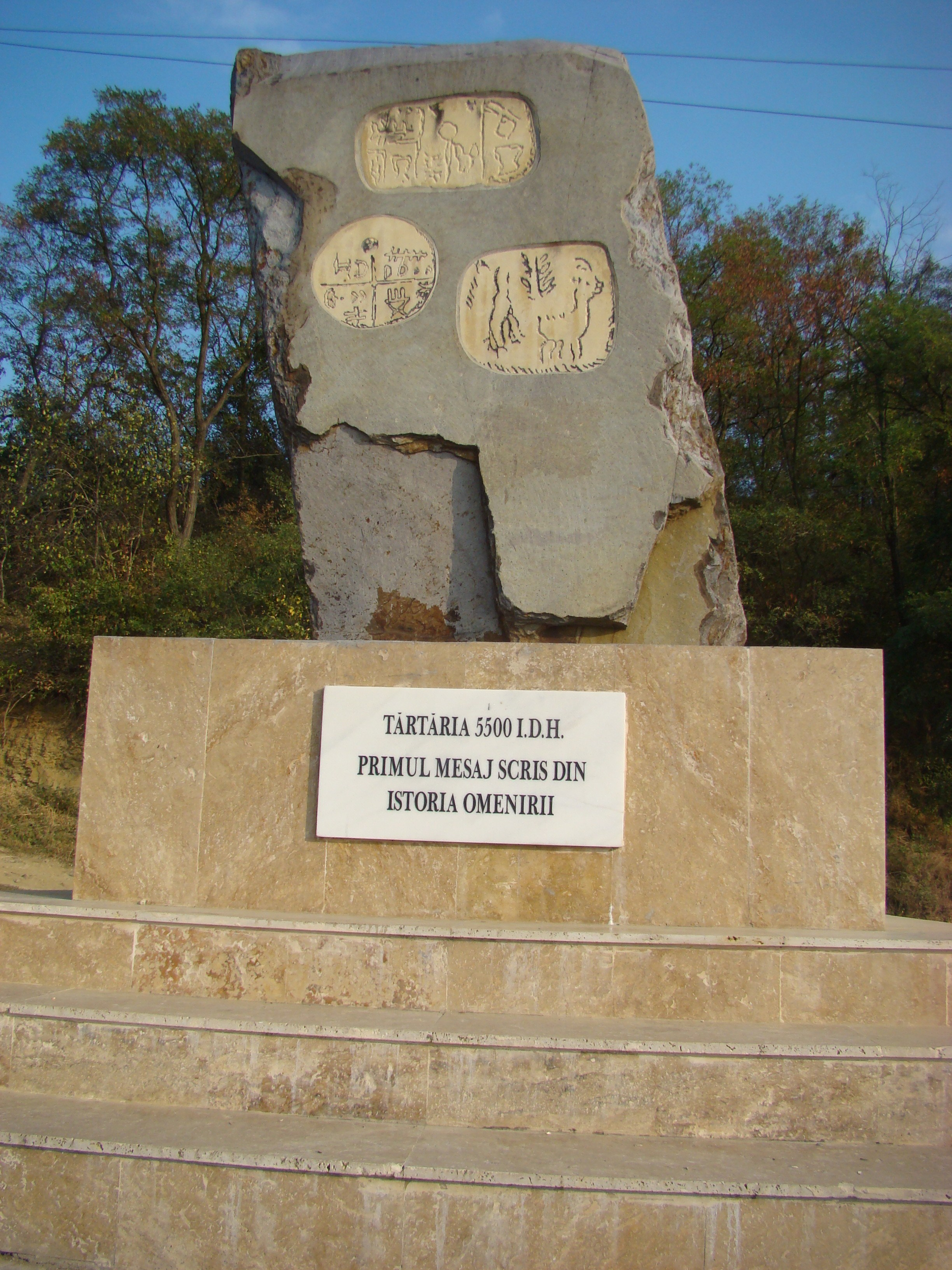
Монумент у места обнаружения тэртерийских табличек. 2011 г.

Датировка табличек стала археологической сенсацией, которую местная власть отметила установкой специального монумента в пункте их обнаружения для привлечения туристов. Исследовательница Мария Гимбутас, специализирующаяся на культуре и религии доиндоевропейской Европы, выразила мнение, что найденные пиктограммы являются древнейшей в мире формой письменности. Другими словами, так называемая «древнеевропейская письменность» существовала на континенте не только задолго до минойской, традиционно считающейся первой письменностью Европы, но и до протошумерской и протокитайской систем письма. По мнению М. Гимбутас, эта система возникла в первой половине VI тыс. до н. э., распространялась между 5300-4300 годами и исчезла к 4000 году до н. э.
Большинство исследователей не разделяет взгляды Марии Гимбутас. Наиболее общепринятым стало толкование тэртерийских пиктограмм как знаков ритуально-культового характера, своего рода осколка системы письменности местного происхождения и никак не старейшей в Европе. Их использовали лишь в религиозных обрядах. Сторонники этой теории указывают на отсутствие эволюции этих пиктограмм на протяжении всего времени их существования, что трудно было бы объяснить, имей они отношение к фиксации какой-то информации:111-196.
Недавно выдвинутые обвинения в подделке основываются на схожести тэртэрийских символов с репродукциями шумерской письменности в популярной румынской литературе того времени.